# 李祺 (祁王)
李祺（？—905年），唐朝皇子，是唐昭宗的第十子，生母不详。
乾宁四年（897年）十月廿二日，李祺被他父亲唐昭宗封为祁王。天祐二年（905年）二月初九日，朱温派蒋玄晖邀请德王李𥙿、棣王李祤、虔王李禊、沂王李禋、遂王李祎、景王李、祁王李祺、雅王李禛、琼王李祥，在九曲池喝酒。九王喝醉后，蒋玄晖把他们全部勒死，抛尸到九曲池中。